# Olaus Borrichius
Olaus Borrichius, danski kemik in alkimist, * 7. april 1626, † 13. oktober 1690.
Borrichius je bil eden vplivnejših kemikov svojega časa; vplival je na Newtna in Kristino Švedsko.